# Jonas Hielm
Jonas Hielm, född 1710, död 1776, var en svensk orgelbyggare, hovsekreterare och lektor i matematik. Byggde orgelverk från 1730-talet till 1750-talet i Skåne.

## Biografi
Var son till kyrkoherden i Algutsboda församling Andreas Hielm (1680–1741) och Brita Holmingia (död 1759). Hielm började redan som student vid Lunds universitet att bygga orglar. Docent i matematik vid Lunds universitet 1735. Var mellan 1741 och 1744 tillförordnad profoss. Blev sedan 1744 lektor i matematik vid Växjö gymnasium. Han var även orgelbyggare.
1745 blev Hielm hovsekreterare och flyttade till Växjö stadsförsamling, Växjö. 1754 flyttade han till prästgården i Växjö landsförsamling, Växjö. Där arbetade han både som hovsekreterare och lektor. 1757 flyttade de till ekonomigården. 1764 flyttade de till Domprostgården.
Hielm gifte sig 23 augusti 1745 i Villie socken med Greta Sophia Laurell (1722-1793).  Hon var dotter till landskamreren Johan Laurell och Anna Balck. De fick tillsammans barnen Anders (född 1746), Johan Eric (död 1750), Anna Lovisa (1748–1750), Beata Lisa (1749–1750), Carl Friedric (1750–1802), Johan Eric (född 1752), Ulrica Sophia (född 1753), Anders Gustaf (1754–1754), Maria Charlotta (1757–1758), Anders Vilhelm (1758–1793), Pehr Gustaf (1760–1813), Margareta Charlotta (död 1762), Peter Gustaf (född 1763) och Lars Adolph (1765–1765). Sonen Carl Friedric Hielm (1750–1802) blev landssekreterare i Mariestad.

## Lista över orglar
| År   | Ursprunglig kyrka   | Stift     | Bild | Manualer | Pedal | Stämmor | Bevarad orgel/fasad | Övrigt |
| ---- | ------------------- | --------- | ---- | -------- | ----- | ------- | ------------------- | --- |
| 1738 | Väsby kyrka         | Lunds     |      |          |       | 6       | Nej/Ja              | Orgeln var 1773 oduglig. Orgeln kostade 450 daler. Orgeln såldes till Vikens kyrka. 1846 utökades orgeln från 6 stämmor till 10 stämmor av Erik Henrik Lysell. En orgel byggdes 1900 av Salomon Molander & Co, Göteborg. Fasaden från Hielms orgel finns bevarad i Vikens kyrka. |
| 1740 | Loshults kyrka      | Lunds     |      |          |       | 8       | Nej/Nej             | 1780 uppges att orgeln är "förbrukad". En ny orgel byggdes 1867 av Lundahl & Olsen. |
| 1752 | Härlövs kyrka       | Växjö     |      |          |       | 8       | Nej/Nej             | En ny orgel byggdes 1892 av Carl Elfström, Ljungby. |
| 1753 | Nydala kyrka        | Växjö     |      |          |       | 10      | Nej/Nej             | 1753 skänktes en orgel till kyrkan av hovjunkaren Gustaf Lindrot. En ny orgel byggdes 1890 av Carl Elfström, Ljungby. |
| 1754 | Kronhuset, Göteborg | Göteborgs |      |          |       | 9       | Nej/Nej             | En ny orgel byggdes 1831 av Johan Niklas Söderling, Göteborg. |
| 1768 | Lekaryds kyrka      | Växjö     |      |          |       |         | Nej/Nej             | En ny orgel byggdes 1795 av Pehr Schiörlin, Linköping. |

### Reparerade orgelverk
| År   | Ursprunglig kyrka               | Stift     | Bild | Manualer | Pedal | Stämmor | Bevarad orgel/fasad | Övrigt      |
| ---- | ------------------------------- | --------- | ---- | -------- | ----- | ------- | ------------------- | ----------- |
| 1740 | Sankt Nicolai kyrka, Trelleborg | Lunds     |      |          |       |         |                     | Renovering. |
|      | Sankt Petri kyrka, Malmö        | Lunds     |      |          |       |         |                     |             |
|      | Sankta Maria kyrka, Helsingborg | Lunds     |      |          |       |         |                     |             |
|      | Göteborgs domkyrka              | Göteborgs |      |          |       |         |                     | [ 23 ]      |